# Муганга (комуна)
Муганга — одна з комун провінції Каянза, на півночі Бурунді. Центр — однойменне містечко Муганга.